# Bassus chibcha
Bassus chibcha är en stekelart som beskrevs av Campos 2007. Bassus chibcha ingår i släktet Bassus och familjen bracksteklar. Inga underarter finns listade.